# Alycia Baumgardner
Alycia Baumgardner est une boxeuse américaine née le 24 mai 1994 à Fremont.

## Biographie
En novembre 2021, Alycia Baumgardner devient championne du monde WBC poids super-plumes en surprenant Terri Harper (en) à Sheffield, la mettant KO d'une puissante droite dans le quatrième round du combat.
En octobre 2022, Alycia Baumgardner unifie trois ceintures mondiales des poids super-plumes en étant déclarée victorieuse de sa compatriote Mikaela Mayer sur décision partagée (96-95 par deux fois en sa faveur et une carte 93-97 en sa défaveur),. Ce combat est à l’affiche d'une grande soirée de boxe féminine à l’O2 Arena avec Claressa Shields et Savannah Marshall en combat principal.
Le 4 février 2023 au Hulu Theater, la boxeuse américaine défend avec succès ses ceintures de championne du monde face à Elhem Mekhaled et y ajoute la ceinture WBA vacante,. Baumgardner envoie sa prétendante au tapis à deux occasions dans la troisième reprise et devient championne du monde indisputée de la catégorie des poids super-plumes.